# Olga Růžičková

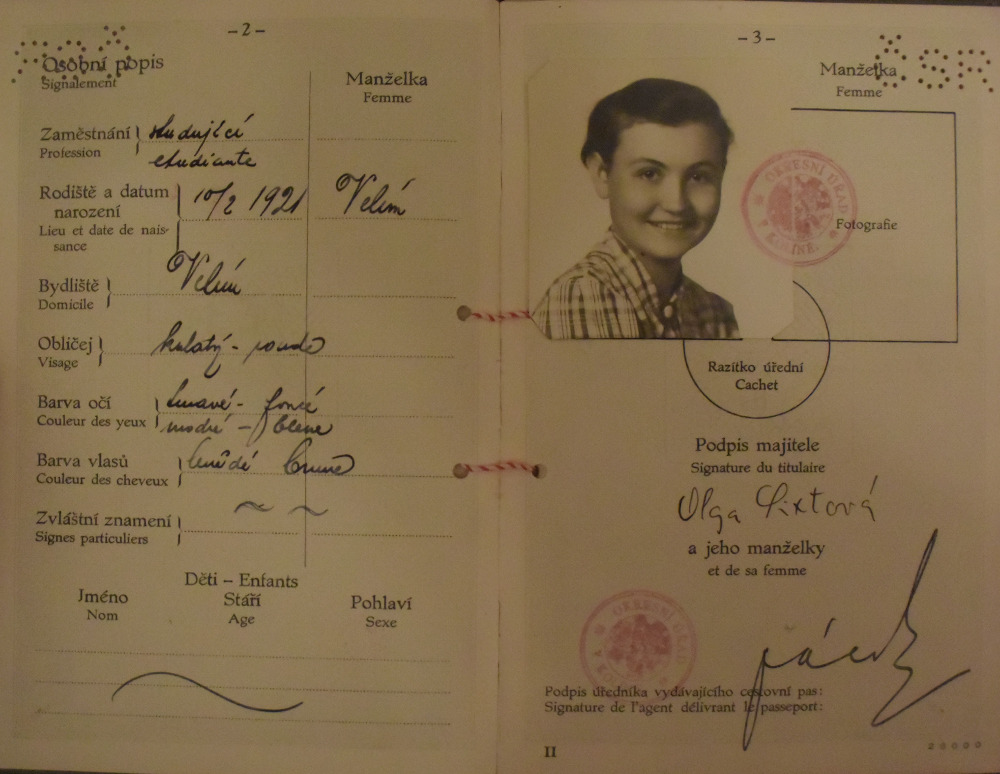

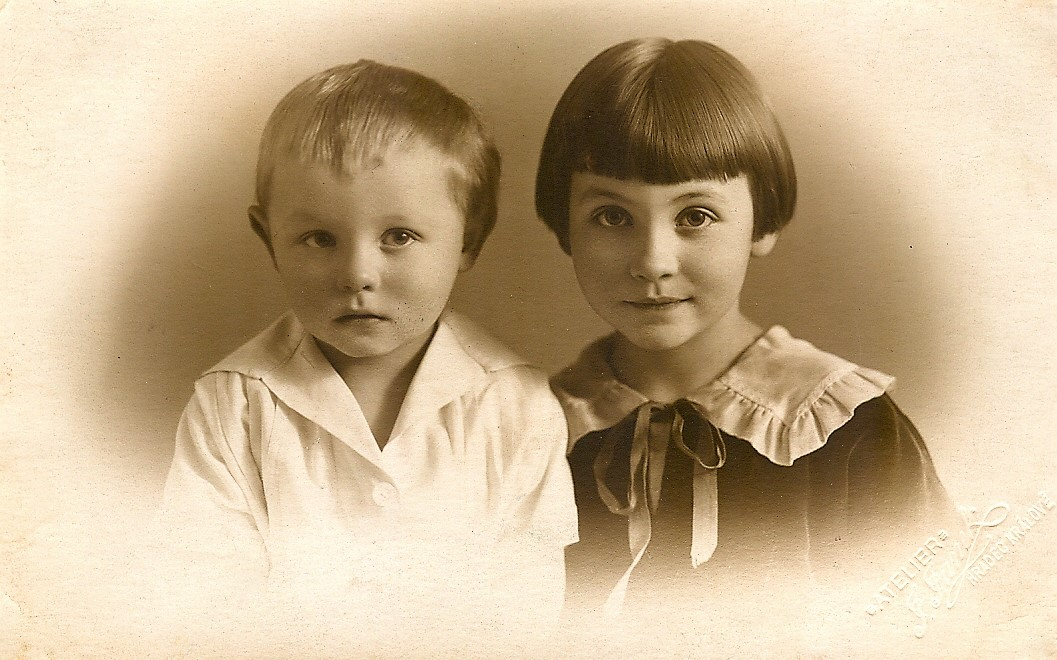
Olga Růžičková jako dítě s bratrem Štěpánem

Olga Růžičková, rozená Sixtová (10. února 1921 Velim – 18. října 2019 Praha) byla česká režisérka zaměřená na tvorbu krátkometrážních a středometrážních vědeckopopulárních dokumentů. Zanechala po sobě celkem 122 filmů, z nichž řada tematizuje činnost Výzkumného ústavu vodohospodářského T. G. Masaryka a vliv vodohospodářství na životní prostředí. Vzhledem tomuto zaměření lze autorku považovat za první režisérku ekologických filmů v Československu.

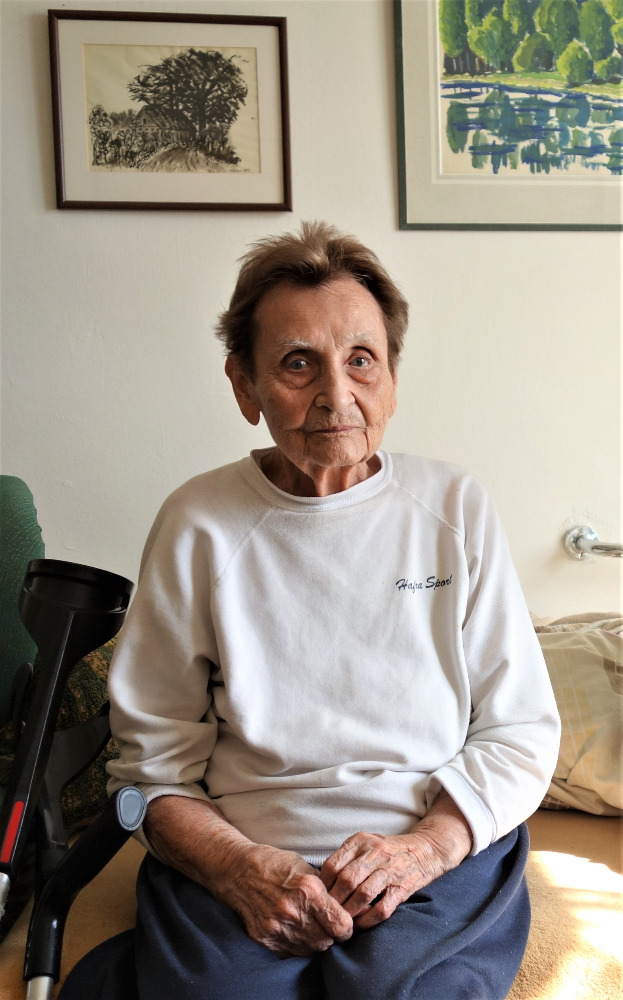

## Život

### Rodina
Narodila se ve Velimi v domě č. 557 do rodiny statkáře a výpravčího Štěpána Sixty a jeho choti Jiřiny, roz. Jarkovské. Sixtové dle ústní tradice odvozovali svůj původ od rodu Sixtů z Ottersdorfu. Jednalo se o rodinu udržující tajně evangelickou víru v období rekatolizace, jejíž příslušníci významně přispěli k obnově evangelictví na Kolínsku po vydání Tolerančního patentu. Olžin dědeček Bedřich Sixta byl pro své osvětové úsilí nazýván "velimským Tolstojem". Byl osobním přítelem a spolupracovníkem T. G. Masaryka, který v Bedřichově velimském domě přespával při svých cestách po okolí. Bedřichův syn Štěpán zase udržoval kontakty s Antonínemm Švehlou. Olžiným bratrancem je známý keramik doc. Pavel Jarkovský. Se svým manželem Aloisem Růžičkou, fyzikálním chemikem a autorem řady patentů, se Olga seznámila během 2. světové války.

### Knihovnická činnost
Od roku 1944 Olga Růžičková působila jako vedoucí pracovnice kolínské okružní knihovny, konkrétně dětského a selského oddělení. Od roku 1947 poté pracovala v městské knihovně města Chomutov, kde založila hudební oddělení, jež obsahovalo diskotéku gramofonových desek. O daném rozšíření knihovny informovala v článku pro časopis Knihovna. Pokračovala založením odvětví dramatických portrétů, jazykovým odvětvím určeným ke studiu cizích jazyků prostřednictvím poslechu gramofonových desek a dětským odvětvím s audionahrávkami pohádek. Ve spolupráci s Gramofonovými závody a s Ministerstvem informací a osvěty se Olga Růžičková zasadila o vznik nových půjčoven desek a poslucháren hudby také při dalších knihovnách, například při pražské ústřední knihovně. Poté, co v chomutovské knihovně dostala výpověď, jezdila s pojízdnou knihovnou a půjčovala knihy v okrajových částech Prahy.

## Filmová kariéra

### Počátky filmové kariéry
Počátkem padesátých let Olga Růžičková absolvovala externě obor lidová výchova na Pedagogické fakultě Univerzity Karlovy v Praze. V letech 1949–1951 se podílela na výzkumu veřejného mínění o koncertech v Lidovýchovném ústavu T. G. Masaryka. Silná masarykovská orientace rodiny se však neslučovala s komunistickým režimem, jenž se dostal k moci. Sídlo Sixtů se stalo obětí nucené kolektivizace a začátkem padesátých let byla Olga s matkou a bratrem vystěhována z rodného hospodářství. Olžinu matku komunisté odsoudili ke ztrátě svobody a terčem postihu se stal také Olžin mladší bratr, Štěpán. Za „nespolehlivou“ byla v roce 1951 označena také Olga Růžičková a komunisty byla poslána „do výroby“ do Výzkumného ústavu vodohospodářského, který jí však následně umožnil pokračovat v knihovnické činnosti a kde započala též natáčet filmy. Ve svých 35 letech započala studium na katedře režie FAMU s cílem profesně se zdokonalit ve svém oboru. Zde studovala v letech 1956–1961, o ročník výš než Věra Chytilová či Jiří Menzel. Olga Růžičková se tematicky zaměřovala vždy na odborná a přírodovědná témata. Její hlavní záměr nebyl filmově–umělecký, nýbrž primárně sdělovací.

### Výzkumný ústav vodohospodářský
V letech 1952–1970 působila Olga Růžičková ve Výzkumném ústavu vodohospodářském v Praze jako vedoucí vědecké knihovny a filmová režisérka. V období 1954–1960 v ústavu vyprodukovala pět filmů, v období 1961–1970 pak dalších 22 filmů. Tvorba Olgy Růžičkové byla určena odbornému publiku i široké veřejnosti a zahrnovala krátkometrážní a středometrážní instruktážní snímky, dále filmy zachycující fungování pracovišť vodohospodářského ústavu, tehdejší výzkum v oblasti vodohospodářství (např. Vteřiny ze zdravotně vodohospodářského výzkumu; Vteřiny z hydraulického výzkumu), stavby přehrad (Kronika Slapské přehrady; Bílá přehrada) či problémy se znečišťováním vodních toků odpadními vodami (Fenoly; Mrtvé řeky; Voda na Karlovarsku). Ve svých snímcích snažila informovat širokou veřejnost o palčivých problémech, jež sužovaly tehdejší životní prostředí v Československu, přičemž se její kritický pohled mnohdy neshodoval s komunistickým étosem. Jako zaměstnankyně Výzkumného ústavu vodohospodářského v Praze se etablovala jako dokumentaristka krátkometrážních vědeckopopulárních filmů a vzhledem k jejímu zaměření na téma údržby životního prostředí, také jako průkopnice ekologického filmu.

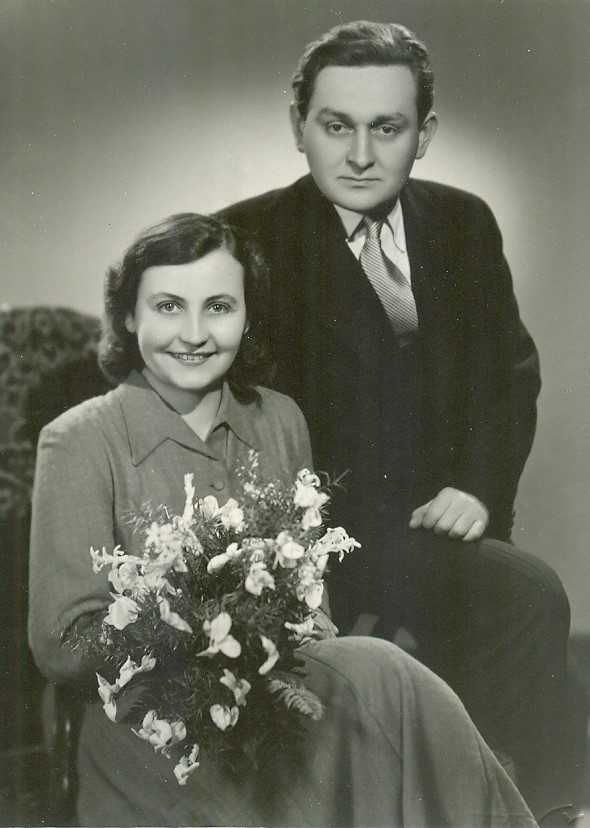
28. 1. 1947 v Praze

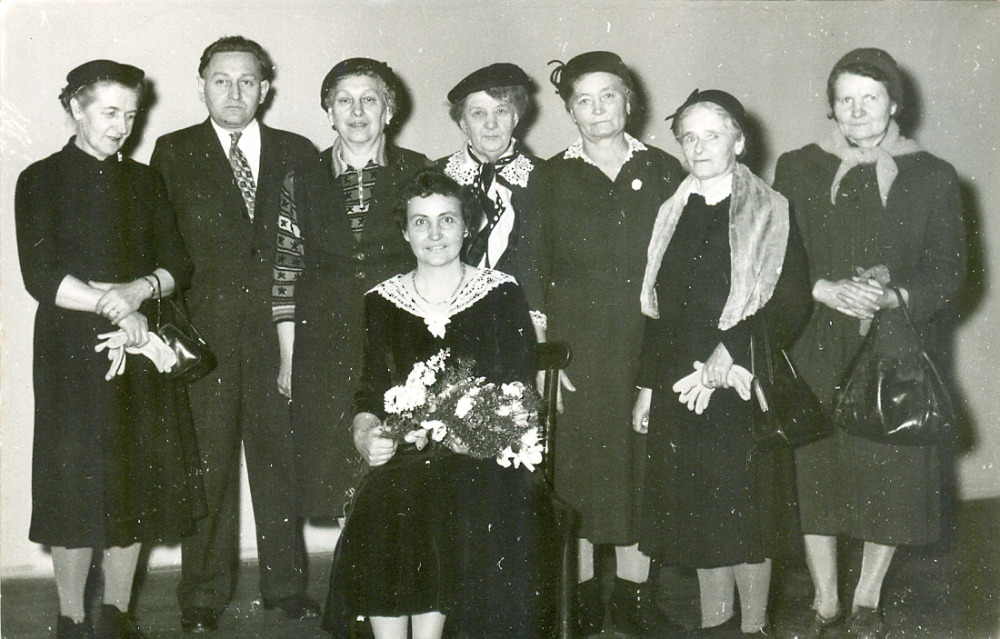
1960 FAMU promoce O.R.

| „                | „Chtěla jsem dělat věci, které mají z mého pohledu smysl, i když mi nikdy nepřinesou velkou známost." | “ |
| — Olga Růžičková | |   |

### Krátký film Praha
V roce 1970 změnila Olga Růžičková profesní působiště a stala se režisérkou Krátkého filmu Praha, kde měla možnost rozšířit tematickou škálu své tvorby. S vodohospodářským ústavem spolupracovala i nadále – např. na filmu Ledové procesy v tocích na počátku mrazivého období (1984). Olga Růžičková založila u Krátkého filmu studio vodohospodářských filmů. Zde působila až do roku 1988. Olga Růžičková neměla kvůli svému rodinnému původu vhodný kádrový posudek, přičemž jí politicky neprospěla ani pozdější ilegální emigrace jedné z jejích neteří do USA. V letech 1970-1985 však stál ve vedení Krátkého filmu Kamil Pixa, kontroverzní osobnost spojená se zrodem StB, která však v době normalizace dokázala držet ochrannou ruku i nad režimem neoblíbenými filmaři.
Velkou zásluhu měla Olga Růžičková mimo jiné také na vzniku a organizaci mezinárodního filmového festivalu s tematikou životního prostředí EKOFILM, který vznikl v roce 1974 odtržením od festivalu TECHFILM.

## Filmografie
Podrobně o filmové tvorbě Olgy Růžičkové pojednává článek Filmografie Olgy Růžičkové

### Výběrová filmografie
- Kronika Slapské přehrady (1956, 35 mm a 16 mm, 35 minut)

- Bílá přehrada (35 mm a 16 mm, 30 minut)

- Pitná voda ze Želivky (35 mm, 490 m, černobílý)

- Vteřiny ze zdravotně vodohospodářského výzkumu (35 mm a 16 mm, 20 minut, zpravodajský dokument, černobílý)

- Kanalizační čistírny (35 mm a 16 mm, 25 minut, dokument, barevný)

- Radioisotopy měří sníh (1961, 35 mm a 16 mm, 20 minut, česká a anglická verze, dokument, černobílý)
- Čištění odpadních vod z výroby kyseliny citronové (1962, 35 mm a 16 mm, 11 minut)

- Vteřiny z hydraulického výzkumu (1962, 35 mm a 16 mm, 45 minut, česká a anglická verze, odborný a zpravodajský dokument, černobílý)

- Fenoly (35 mm a 16 mm, 11 minut, dokument, černobílý)
- Mrtvé řeky (1962, 35 mm a 16 mm, 12 minut, propagační dokument, černobílý)[5]

- Voda na Karlovarsku (1962, 35 mm a 16 mm,17 minut, barevný)

- Fenolové odpadní vody (1962, 35 mm a 16 mm, 35 minut, dokument, barevný)

- Dávkovací čerpadla ve vodárenství (35 mm a 16 mm, 8 minut, technický dokument, česká verze, černobílý)

- Steklého universální spojka (35 mm a 16 mm, 23 minut, instruktážní, česká verze, barevný)

- Provzdušovač ERBO (35 mm a 16 mm, 9 minut, česká a anglická verze, černobílý)

- Mladé jezero (1965, 35 mm, 11 minut, populárně-vědecký, česká a anglická verze – česká se pravděpodobně nedochovala, barevný)
- Vodní dílo Orlík (1967) Dokumentární cyklus skládající se z pěti samostatných částí: Projekt, Hydraulika, Stavba, Beton a Turbíny
- Umělá infiltrace (1968)

- Řasy – technologie výroby (35 mm a 16 mm, 13 minut)

- Řasy v Bulharsku (1968, 35 mm a 16 mm, 11 minut)

- Dvouproudé, dvouvrstvé filtry – DDF (35 mm a 16 mm, 15 minut)

- Provzdušňování údolních nádrží (35 mm a 16 mm,16 minut)
- Fluoridace pitné vody (1969, 35 mm a 16 mm, 11 minut)

- Dopis z Prahy (1969, 35 mm a 16 mm, 16 minut, reportáž)

- Odpadní vody z výroby dřevovláknitých desek (1969, 35 mm a 16 mm, 15 minut, instruktážní dokument)
- Odpadní vody z jatek a masného průmyslu (35 mm a 16 mm, 30 minut)
- Vodné dielo Nosice (35 mm a 16 mm, 18 minut)
- Voda, jak ji neznáme (1971, 35 mm, cyklus filmové populárně-vědeckých dokumentů, 8 epizod)

- Ledové procesy v tocích na počátku mrazivého období (1984,16 mm, 23 minut, barevný)

### Úspěchy a ocenění
Za svůj život obdržela Olga Růžičková celkem 39 cen z filmových festivalů doma i v zahraničí. Snímku Fluoridace pitné vody (1969) byla udělena putovní cena Ministerstva lesního a vodního hospodářství za výrazný příspěvek k popularizaci a řešení důležitého problému v oboru stomatologie. Svými snímky zastupovala Olga Růžičková Československo na zahraničních filmových festivalech, sympoziích a konferencích a za filmy Odpadní vody z jatek a masného průmyslu a Čištění odpadních vod z výroby kyseliny citronové se jí dostalo mezinárodních ocenění. Hlavní cenu na festivalu TECHFILM v roce 1968 v kategorii filmů naučných a instrukčních obdržel snímek Odpadní vody z jatek a masného průmyslu. Hlavní cenu v kategorii filmů dokumentárních a reportážních získal film Vodní dílo Orlík – Turbíny a čestné uznání v kategorii filmů vědeckých a výzkumných získal odborný filmový dokument Umělá infiltrace.
Na přehlídce technických, vědeckých a naučných filmů TECHFILM 71 bylo o problematice vodního hospodářství promítnuto 10 filmů z ČSSR, Maďarska, Bulharska a USA. V české sekci porota udělila cenu MLVH ČSR filmu Provzdušňování údolních nádrží. Dále byl oceněn též snímek Voda, jak ji neznáme – 3. díl, který byl vyroben ve Výzkumném ústavu vodohospodářském pro Československou televizi a získal čestné uznání v kategorii B (filmy instrukční, naučné a školní).